# Le Mesnil-Lieubray
Le Mesnil-Lieubray és un municipi francès situat al departament del Sena Marítim i a la regió de Normandia. L'any 2007 tenia 95 habitants.

## Demografia

### Població
El 2007 la població de fet de Le Mesnil-Lieubray era de 95 persones. Hi havia 39 famílies de les quals 12 eren unipersonals (12 homes vivint sols), 8 parelles sense fills i 19 parelles amb fills.
La població ha evolucionat segons el següent gràfic:
Habitants censats

### Habitatges
El 2007 hi havia 55 habitatges, 37 eren l'habitatge principal de la família, 17 eren segones residències i 1 estava desocupat. Tots els 55 habitatges eren cases. Dels 37 habitatges principals, 32 estaven ocupats pels seus propietaris, 4 estaven llogats i ocupats pels llogaters i 1 estava cedit a títol gratuït; 1 tenia una cambra, 1 en tenia dues, 3 en tenien tres, 9 en tenien quatre i 23 en tenien cinc o més. 33 habitatges disposaven pel capbaix d'una plaça de pàrquing. A 16 habitatges hi havia un automòbil i a 18 n'hi havia dos o més.

### Piràmide de població
La piràmide de població per edats i sexe el 2009 era:
| Homes | Edats   | Dones |
| ----- | ------- | ----- |
| 0     | 95 o +  | 0     |
| 0     | 90 a 94 | 0     |
| 0     | 85 a 89 | 0     |
| 0     | 80 a 84 | 4     |
| 0     | 75 a 79 | 0     |
| 0     | 70 a 74 | 0     |
| 8     | 65 a 69 | 4     |
| 0     | 60 a 64 | 4     |
| 4     | 55 a 59 | 0     |
| 0     | 50 a 54 | 4     |
| 8     | 45 a 49 | 0     |
| 0     | 40 a 44 | 4     |
| 0     | 35 a 39 | 0     |
| 0     | 30 a 34 | 0     |
| 12    | 25 a 29 | 4     |
| 4     | 20 a 24 | 0     |
| 0     | 15 a 19 | 0     |
| 4     | 10 a 14 | 0     |
| 0     | 5 a 9   | 0     |
| 0     | 0 a 4   | 0     |

## Economia
El 2007 la població en edat de treballar era de 54 persones, 43 eren actives i 11 eren inactives. De les 43 persones actives 40 estaven ocupades (23 homes i 17 dones) i 3 estaven aturades (3 homes). De les 11 persones inactives 4 estaven jubilades, 2 estaven estudiant i 5 estaven classificades com a «altres inactius».
Activitats econòmiques
L'únic establiment que hi havia el 2007 era d'una empresa de construcció.
L'únic servei als particulars que hi havia el 2009 era un paleta.
L'any 2000 a Le Mesnil-Lieubray hi havia 4 explotacions agrícoles que ocupaven un total de 352 hectàrees.

## Poblacions més properes
El següent diagrama mostra les poblacions més properes.